# Селецьке (Сафоновський район)
Селецьке (рос. Селецкое) — присілок Сафоновського району Смоленської області Росії. Входить до складу Барановського сільського поселення.
Населення — 130 осіб (2007 рік). 